# Sixth Floor Museum at Dealey Plaza
O Sixth Floor Museum at Dealey Plaza (em português:  Museu do Sexto Andar) é um museu localizado no sexto andar do Dallas County Administration Building, anteriormente o Texas School Book Depository, no centro de Dallas, Texas, com vista para a Dealey Plaza no cruzamento das ruas Elm e Houston. O museu examina a vida, os tempos, o assassinato e o legado do presidente dos Estados Unidos John F. Kennedy, e a vida de Lee Harvey Oswald, bem como as várias teorias da conspiração em torno do assassinato. O Sixth Floor Museum não incentiva nem desencoraja a ideia de teorias da conspiração. Uma pesquisa Gallup divulgada em 2023 mostrou que 65% dos americanos adultos acreditam que Oswald não agiu sozinho, um aumento de quatro por cento em relação a 2013.
A principal exposição do museu, John F. Kennedy e a Memória de uma Nação, fornece contexto histórico para os eventos de 22 de novembro de 1963 e as consequências do assassinato. A exposição usa filmes históricos, fotografias, artefatos e exibições interpretativas para documentar os eventos do assassinato, os relatórios de investigações governamentais que se seguiram e o legado histórico da tragédia. O museu é autossuficiente em financiamento, contando apenas com doações e vendas de ingressos. Ele aluga o espaço do Condado de Dallas.
O prédio de sete andares comumente conhecido como Texas School Book Depository, foi construído originalmente em 1901 sobre a fundação de uma estrutura de cinco andares de 1898 que havia queimado após ser atingida por um raio. Entre 1901 e 1963, o prédio serviu primeiro como um depósito para arados e outros equipamentos agrícolas e depois abrigou um atacadista de alimentos. Em 1963, o prédio foi alugado para a Texas School Book Depository Company e serviu como um centro de distribuição de livros didáticos escolares com escritórios regionais para editoras educacionais.
Após o assassinato, o edifício permaneceu alugado para a empresa até 1970. Então, após muita discussão na comunidade, o Condado de Dallas adquiriu o edifício e empreendeu um grande projeto de restauração. Concluído em 1981, o exterior do edifício foi restaurado à sua aparência de 1901 e os primeiros cinco andares foram usados para funções administrativas e governamentais. Durante esse tempo, os dois andares superiores, incluindo o infame sexto andar, permaneceram vazios.
Após uma década de desenvolvimento e busca pela alma da comunidade, o museu foi inaugurado no Dia dos Presidentes, 20 de fevereiro de 1989., A Exposição do Sexto Andar foi inaugurada como uma resposta aos muitos visitantes que vêm à Dealey Plaza para aprender mais sobre o assassinato. O museu foi fundado pela Fundação Histórica do Condado de Dallas.
O primeiro curador do Sixth Floor Museum foi Gary Mack (2000-2015). Consumido com o que aconteceu na Dealey Plaza, Mack começou a perseguir teorias da conspiração e acabou como historiador chefe e arquivista do assassinato. Mack morreu em 2015 aos 68 anos de um câncer agressivo.
Stephen Fagin é o curador do Sixth Floor Museum. Fagin gerencia o Projeto de História Oral em andamento da instituição e contribui para coleções, exposições, educação e iniciativas de programação pública. Ele é o autor de Assassination and Commemoration: JFK, Dallas, and The Sixth Floor Museum at Dealey Plaza, publicado pela University of Oklahoma Press em 2013. O livro destaca o trabalho de décadas de pessoas determinadas a criar um museu que comemora um presidente e relembra o drama e o desgosto de 22 de novembro de 1963. Fagin narra o trabalho meticuloso do dia a dia de cultivar o apoio de cidadãos influentes e convencer conselhos e comitês da importância da preservação e interpretação.
Uma webcam do museu mostra uma visão ao vivo do abrigo do atirador no sexto andar.
Em dezembro de 1999, a família Zapruder doou os direitos autorais do filme de Zapruder para o Sixth Floor Museum, junto com uma das cópias de primeira geração feitas em 22 de novembro de 1963 e outras cópias do filme. A família Zapruder não retém mais nenhum direito autoral do filme, que agora é controlado inteiramente pelo museu. O negativo original da câmera está em posse dos Arquivos Nacionais e Administração de Documentos.
Em fevereiro de 2007, a filmagem de 8 mm inédita da carreata de Kennedy, doada ao museu por George Jefferies e seu genro, foi exibida publicamente pela primeira vez. O filme de 40 segundos, mudo e colorido, mostrou a comitiva antes do assassinato, bem como parte da Dealey Plaza no dia seguinte. O filme de Jefferies foi descrito como capturando "uma Jacqueline Kennedy radiante", bem como mostrando o paletó de Kennedy amontoado na parte de trás naquele momento, cerca de dois minutos antes de Kennedy entrar na Dealey Plaza.
Ao longo dos anos, o museu ofereceu exposições, acesso a um catálogo de cerca de 2.500 gravações de história oral e eventos de palestrantes com autores de livros e outras figuras proeminentes relacionadas a JFK, Oswald e o significado histórico e cultural da infame visita presidencial. As coleções do museu incluem mais de 90.000 itens relacionados ao assassinato do presidente Kennedy e suas consequências locais e globais, o legado da presidência de Kennedy e a cultura turbulenta da década de 1960. Para o 60º aniversário em novembro de 2023, ele ofereceu alguns programas de palestrantes oportunos. Seus banners "JFK Was Here" (em português:  "JFK Esteve Aqui") para destacar o significado histórico de lugares ao longo da rota da carreata de 1963 de Love Field (aeroporto) a Dealey Plaza foram recebidos com reações mistas sobre lembretes do assassinato.

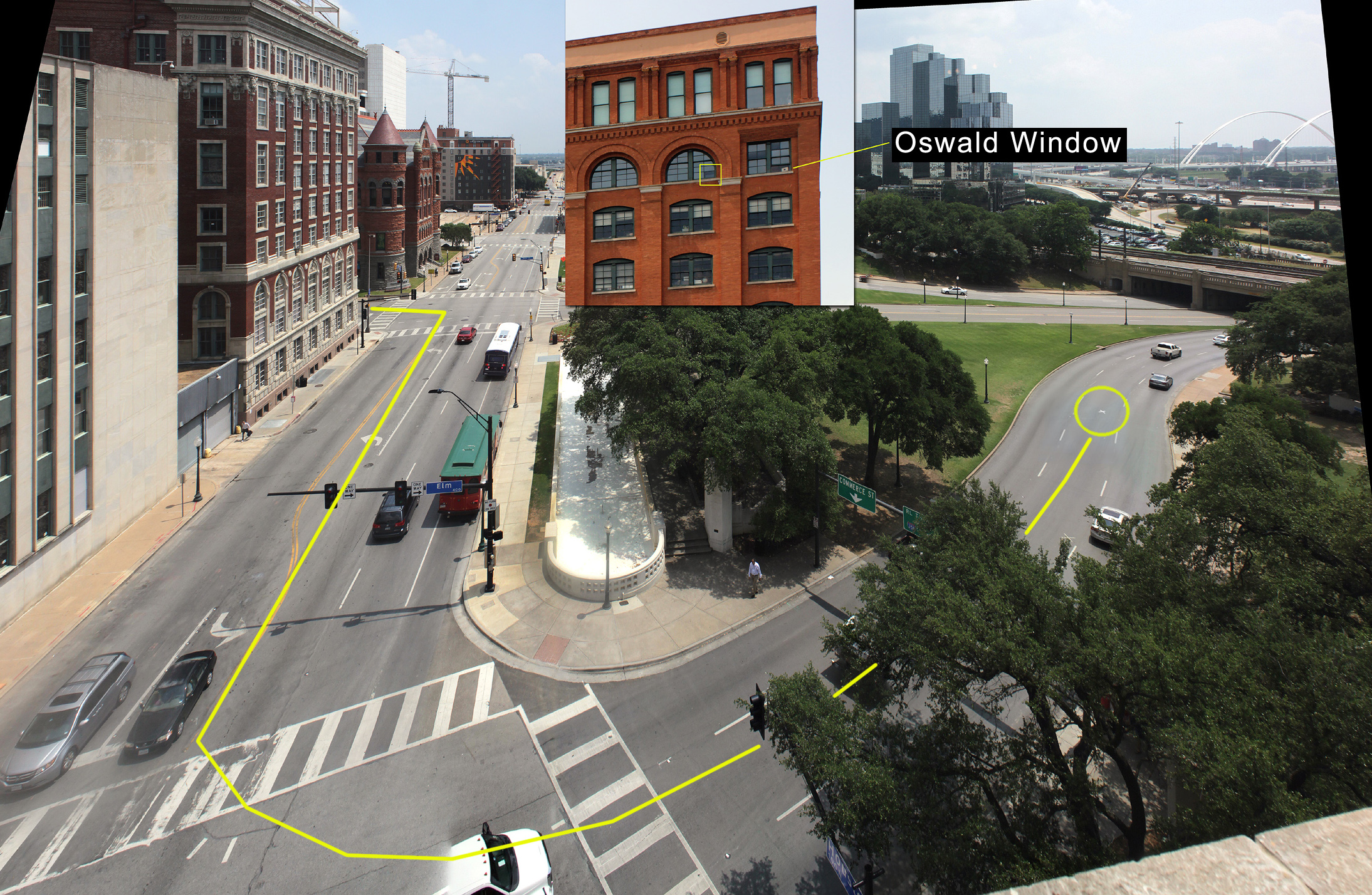
Esta é uma vista da janela próxima da posição de tiro do sexto andar. A linha amarela mostra a rota da comitiva de Kennedy. Há um 'x' na estrada marcando o local da bala fatal que atingiu Kennedy.